# Wittingen
Wittingen város Németországban, a  Gifhorn járásban, Alsó-Szászországban. Wittingen Schönewörde, Dedelstorf, Hankensbüttel, Obernholz, Brome, Wahrenholz, Ehra-Lessien és Brome községekkel határos.

## Fekvése
Wittingen Schönewörde, Dedelstorf, Hankensbüttel, Obernholz, Brome, Wahrenholz, Ehra-Lessien és Brome községekkel határos. A legközelebbi városok Gifhorn (25 km), Wolfsburg (30 km) Uelzen (30 km), Celle (50 km) és Salzwedel (35 km)  légvonalban.
Wittingen 26 részből áll: Boitzenhagen, Darrigsdorf, Erpensen, Eutzen, Gannerwinkel, Glüsingen, Hagen, Kakerbeck, Knesebeckstraße, valamint Küstorf, Lüben, Mahnburg, Ohrdorf, Plastau, Rade, Radenbeck, Schneflingen, Sticks és Suderwittingen, 
Teschendorf, Transvaal, Vorhop, Wittingen, Wollerstorf, Constable, Zasenbeck.

## Története

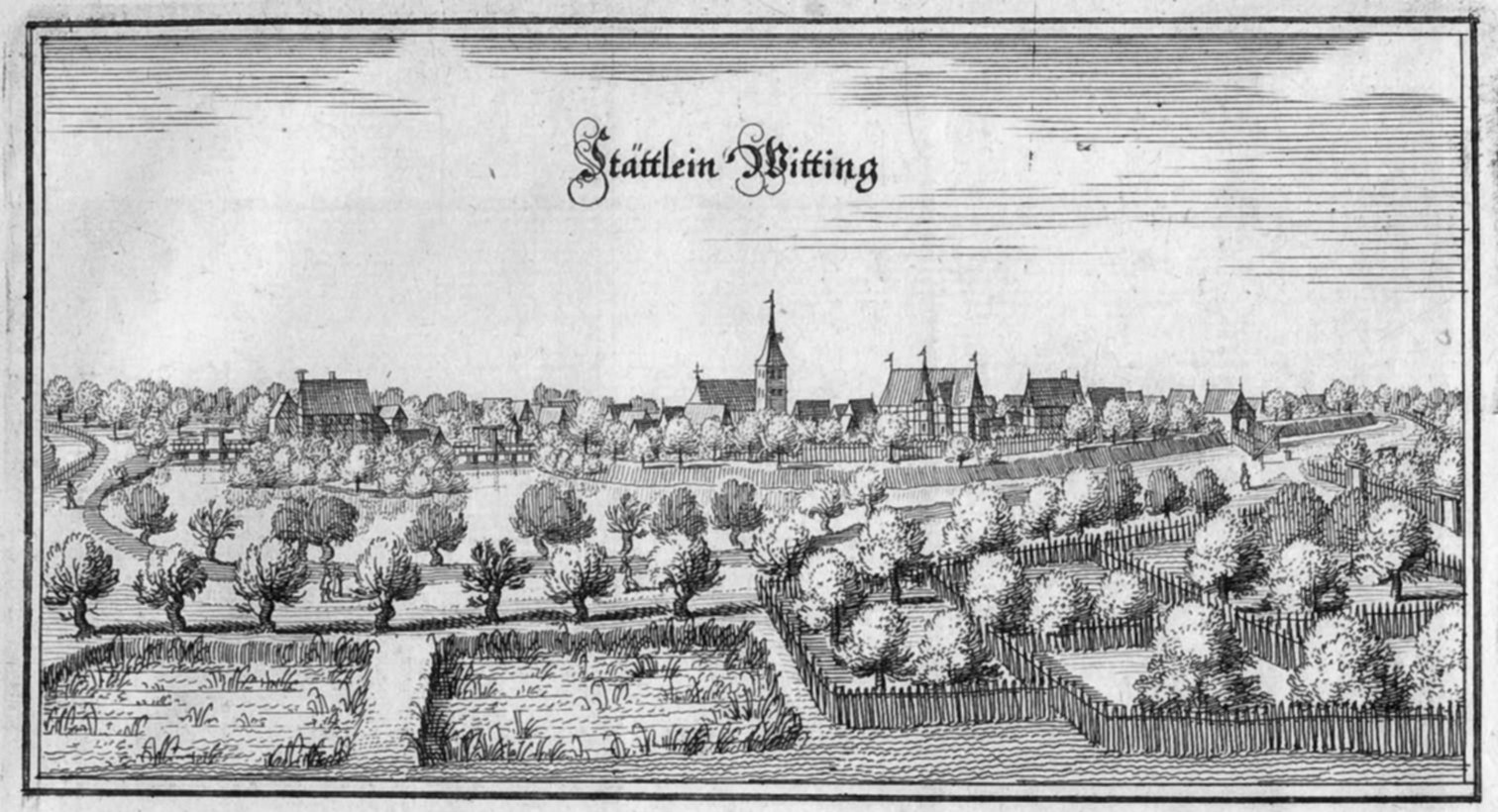
Wittingen egy régi metszeten

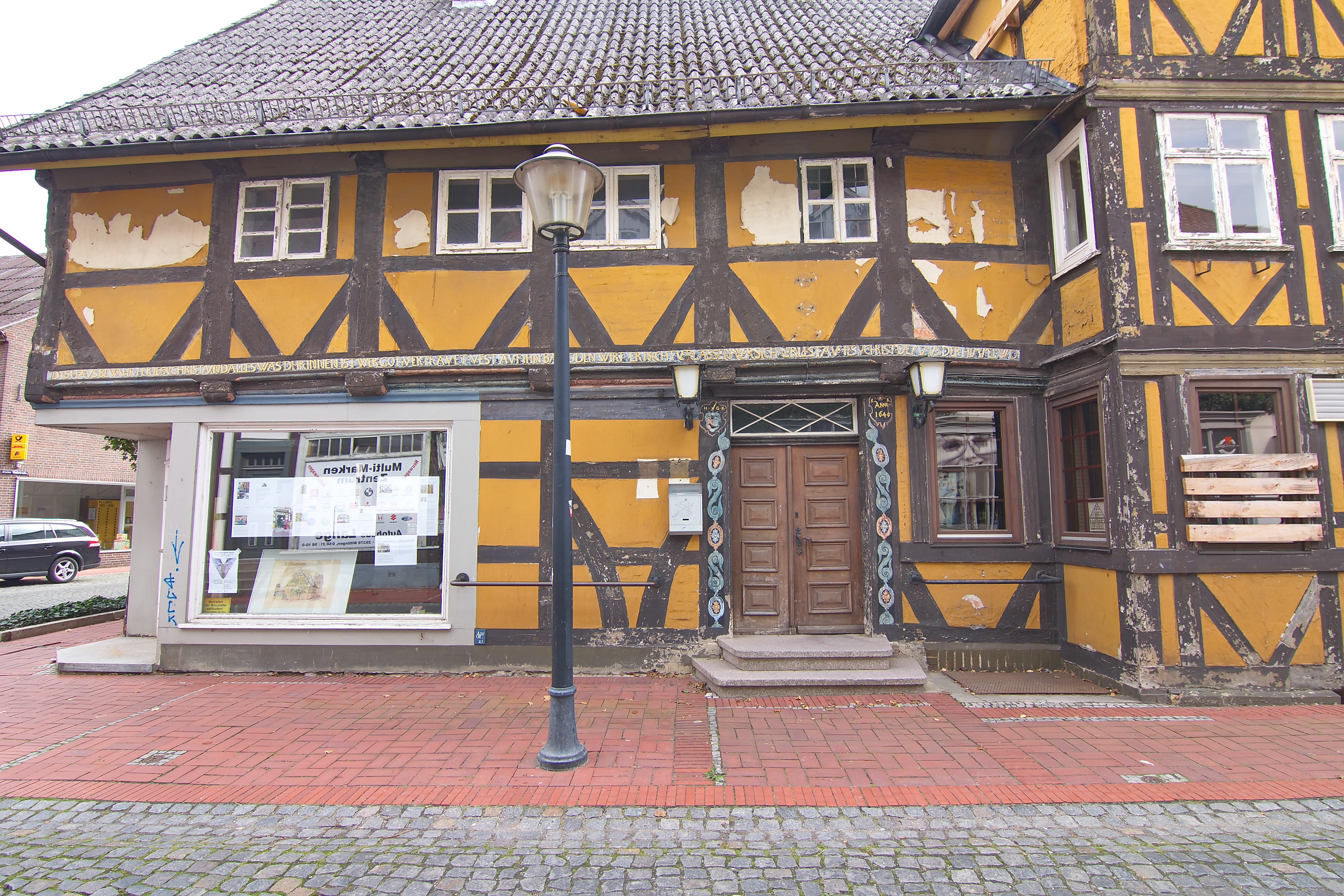
Wittingen, Óváros

A települést 781-ben említették először a dokumentumok, az egyházmegye határainak leírásakor, majd egy másik 781-ből származó oklevélben.
A város a 13. században már városi jogokkal bírt. 1340-es években Wittingen szinte teljesen megsemmisült, minek következtében 1519-ben kezdődött meg az erődítmény építése.
A harmincéves háború alatt Wittingen is súlyosan megrongálódott. 1639-ben két svéd ezred állomásozott a városban, jelenlétük alatt a tűz pusztításai következtében a városban a legtöbb ház elpusztult.
A hétéves háború alatt Wittingent a franciák foglalták el. 1792 április 12.-én pedig egy a piacon keletkezett tűzvészben 66 ház égett le.
A második francia megszállásra 1803-ban, a napóleoni háborúk idején került sor.
Wittingentől mintegy 3,5 km-re nyugatra fut az Elba mellett fekvő csatorna ( Elbe-Seitenkanal), és itt a wittingeni kikötő található.

## Nevezetességek
- Lüben Múzeum
- 17. századi favázas házai

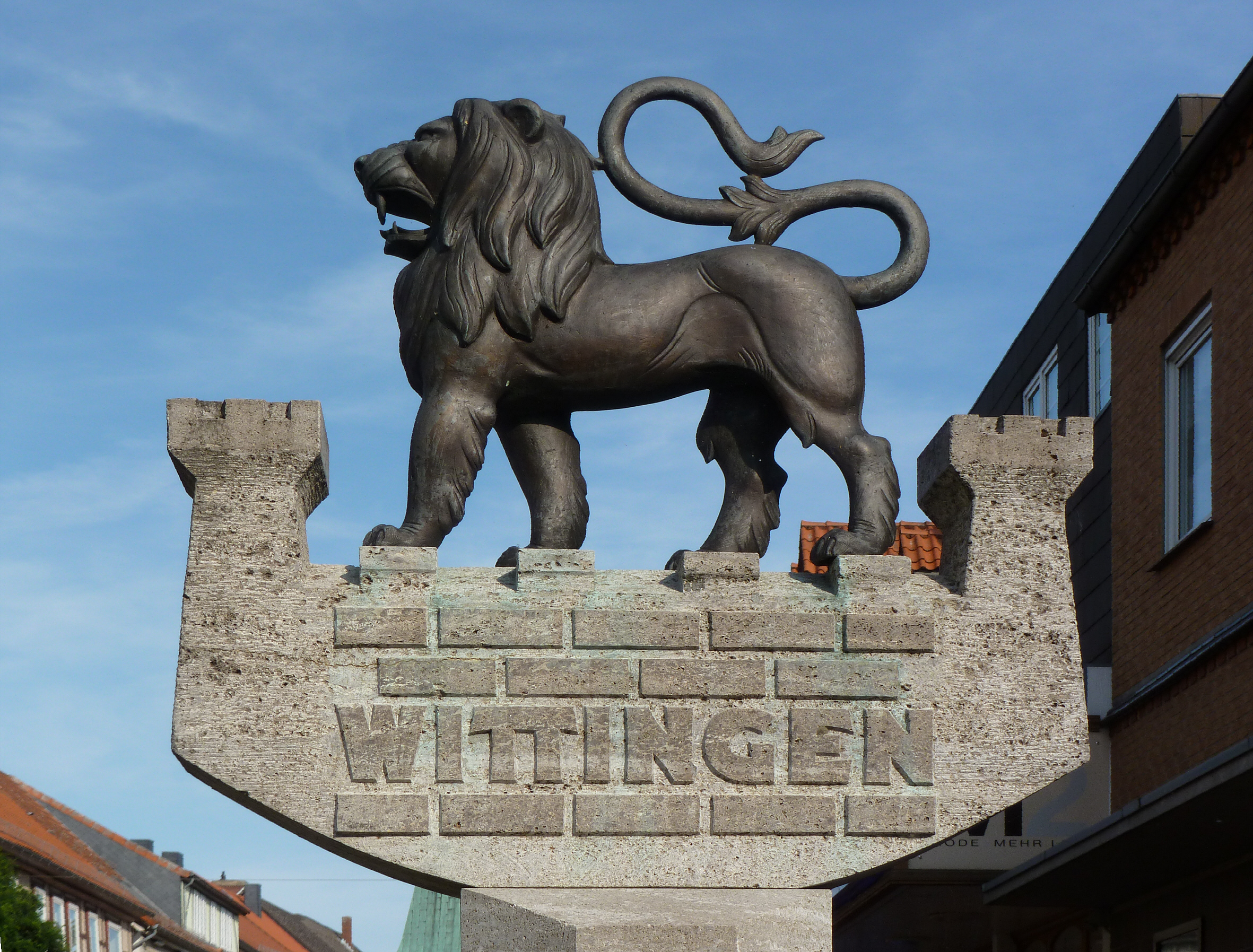

- Szent István-templom  (St. Stephanus-Kirche)
- Junkerhof Park
- Majális- Minden év Pünkösdjén, melyet lövészversennyel kötnek össze.

## Itt születtek, itt éltek
- Friedrich Spitta (1852-1924) - teológus
- Friedrich Bartels (1877-1928) - író és költő
- Victor Oelkers (1881-1958) - szenátor, polgármester, 1947-1955 tagja az alsó-szászországi tartományi parlamentnek (DP/CDU)
- Walter Jankowsky (1890-1974) - antropológus és író
- Thilo Scheller (1897-1979)
- Fritz Winkelmann (1909-1993) - ügyvéd, polgármester Wittingenben, 1955-1963 között az alsó-szászországi tartományi parlament (DP)  tagja
- Philipp Spitta (1801-1859) - evangélikus teológus, költő, szuperintendens (Wittingen 1847-1853)
- Georg Friedrich Heinemann (1825-1899) - tanár, író, meghalt Wittingenben.
- Karl Sohle (1861-1947) - zenekritikus, író, tanár volt 1883-1885 között Wittingenben.

## Galéria

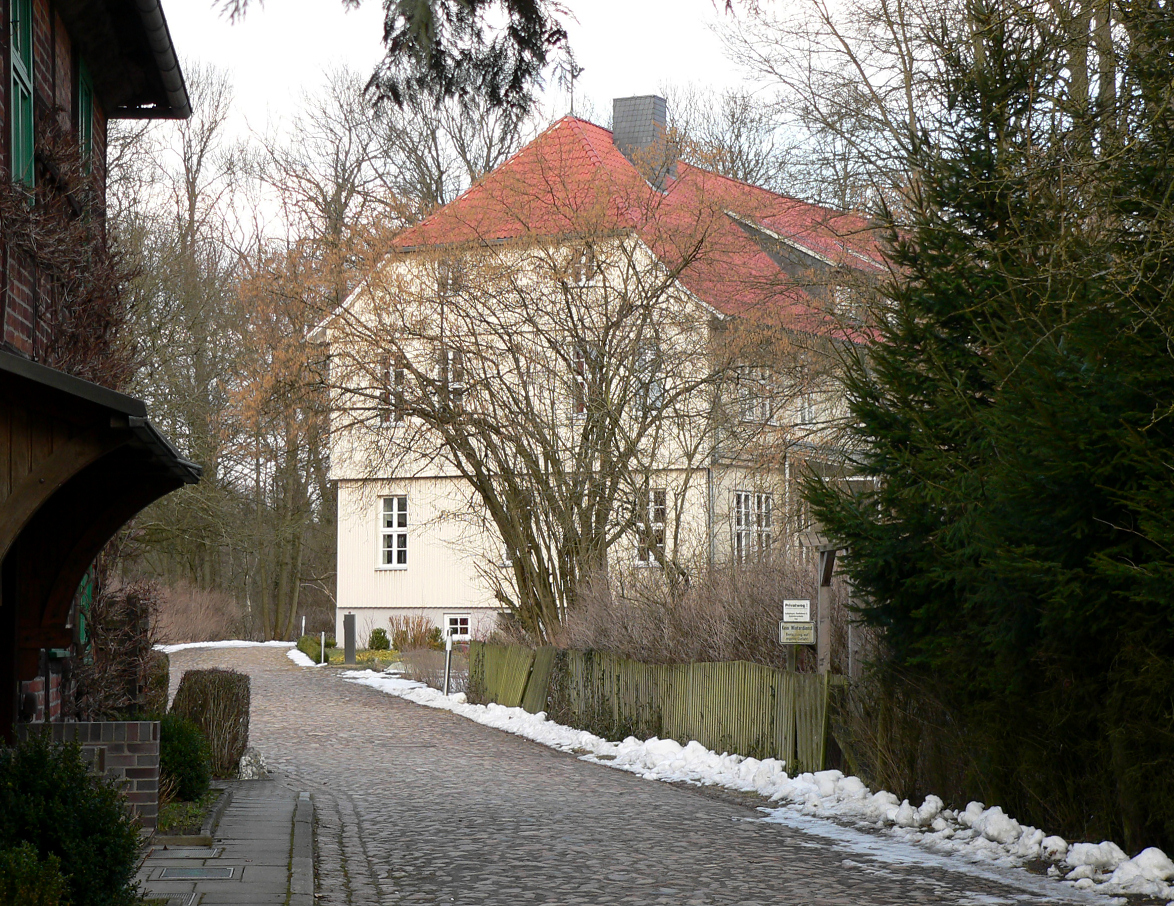
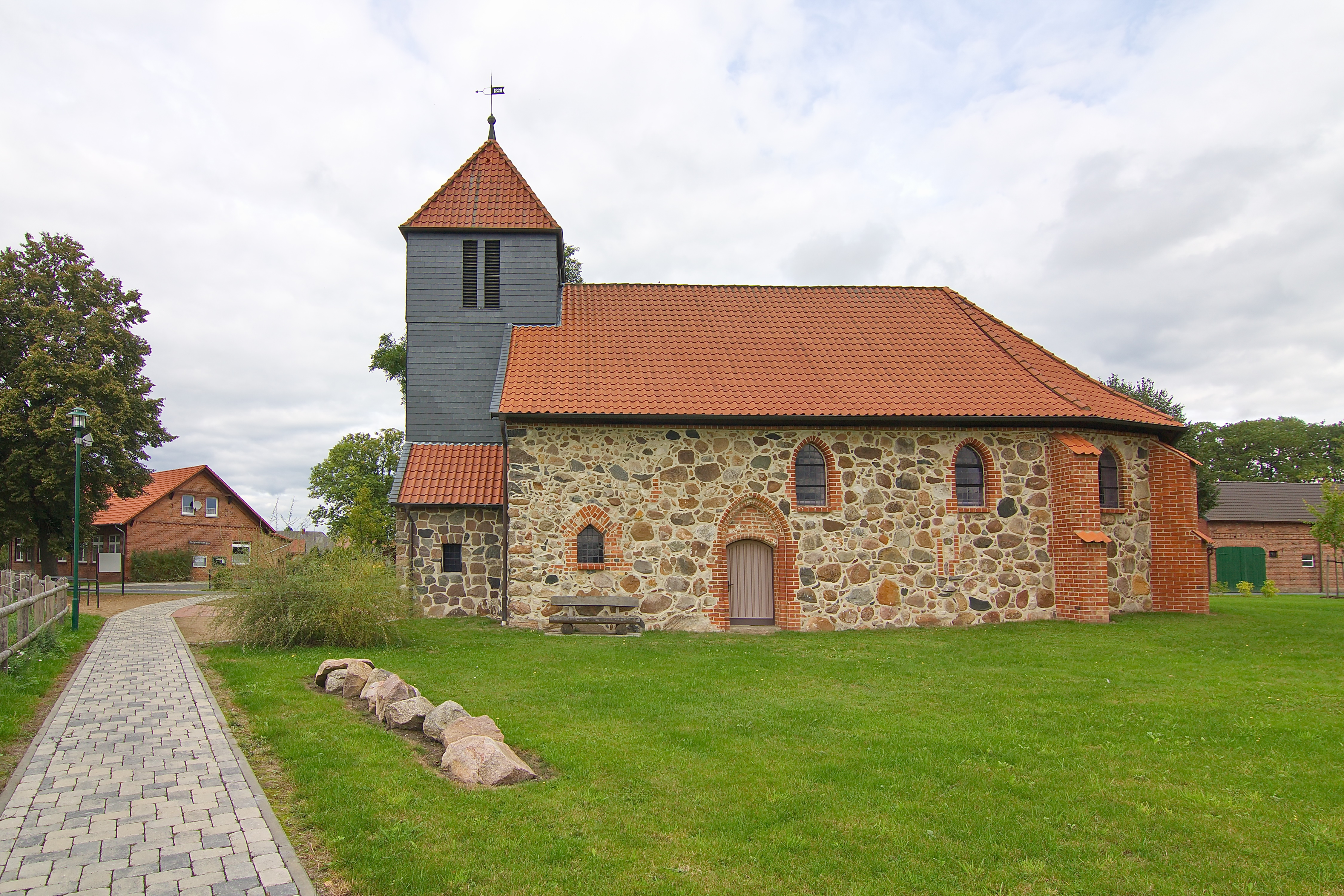
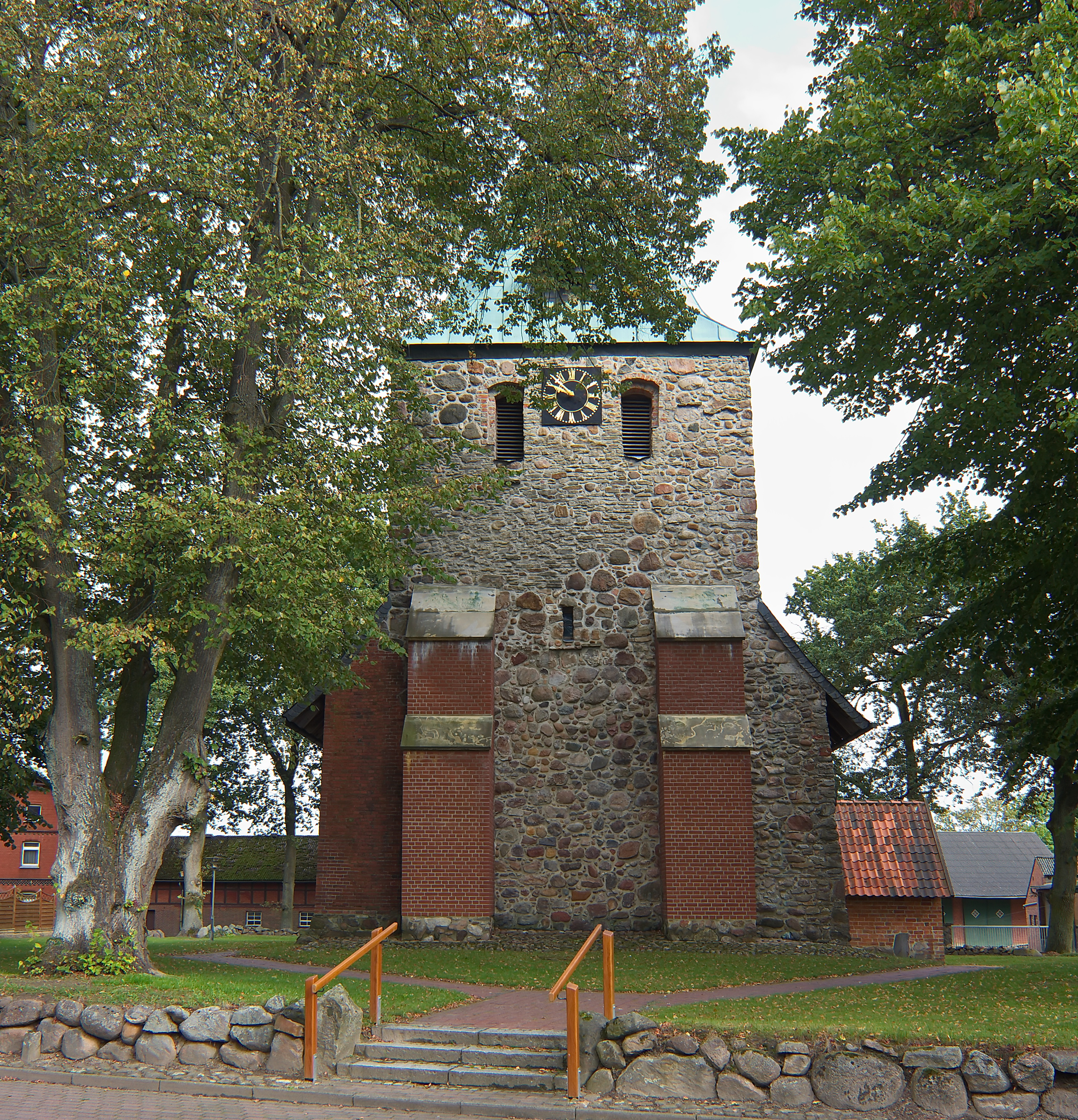
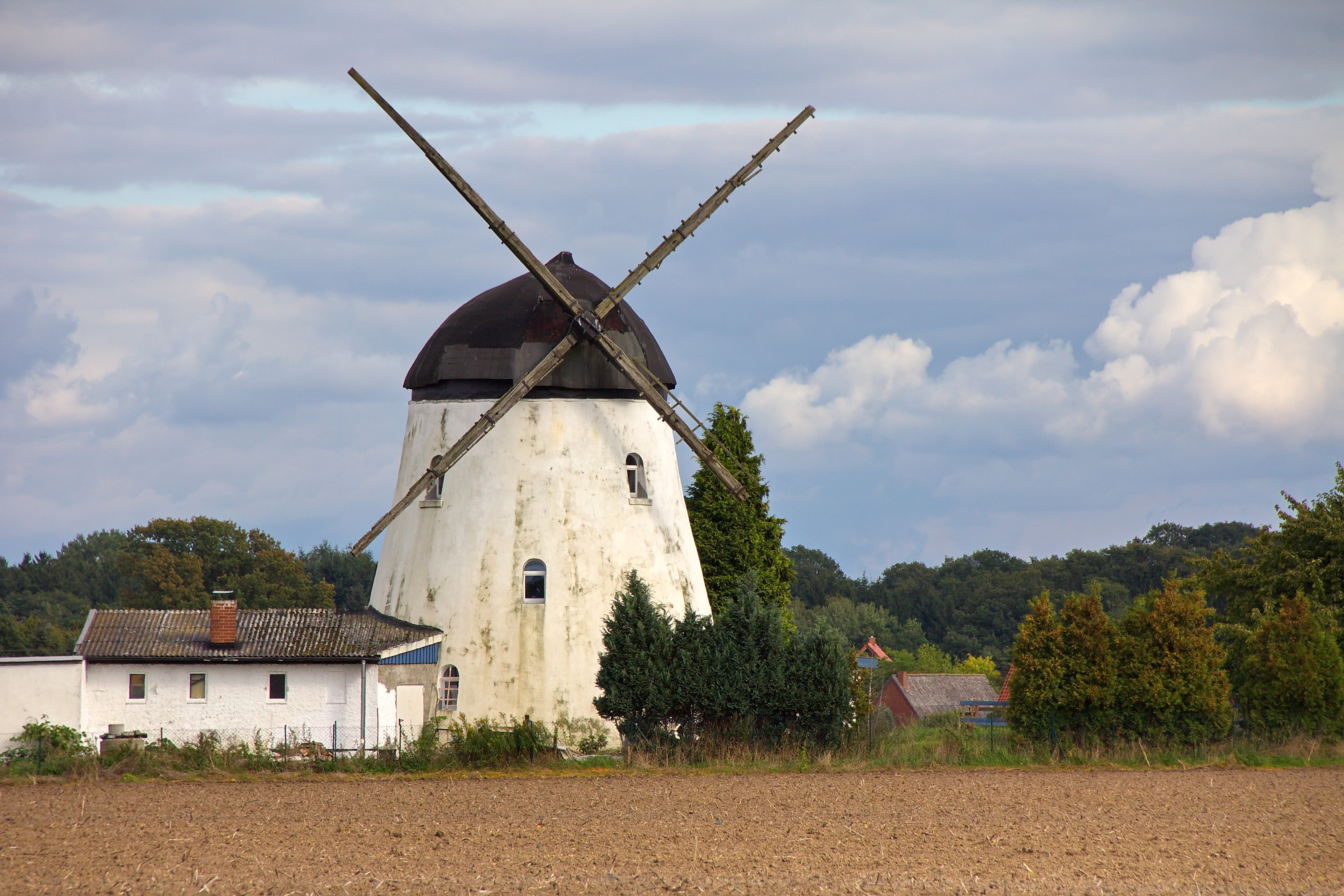
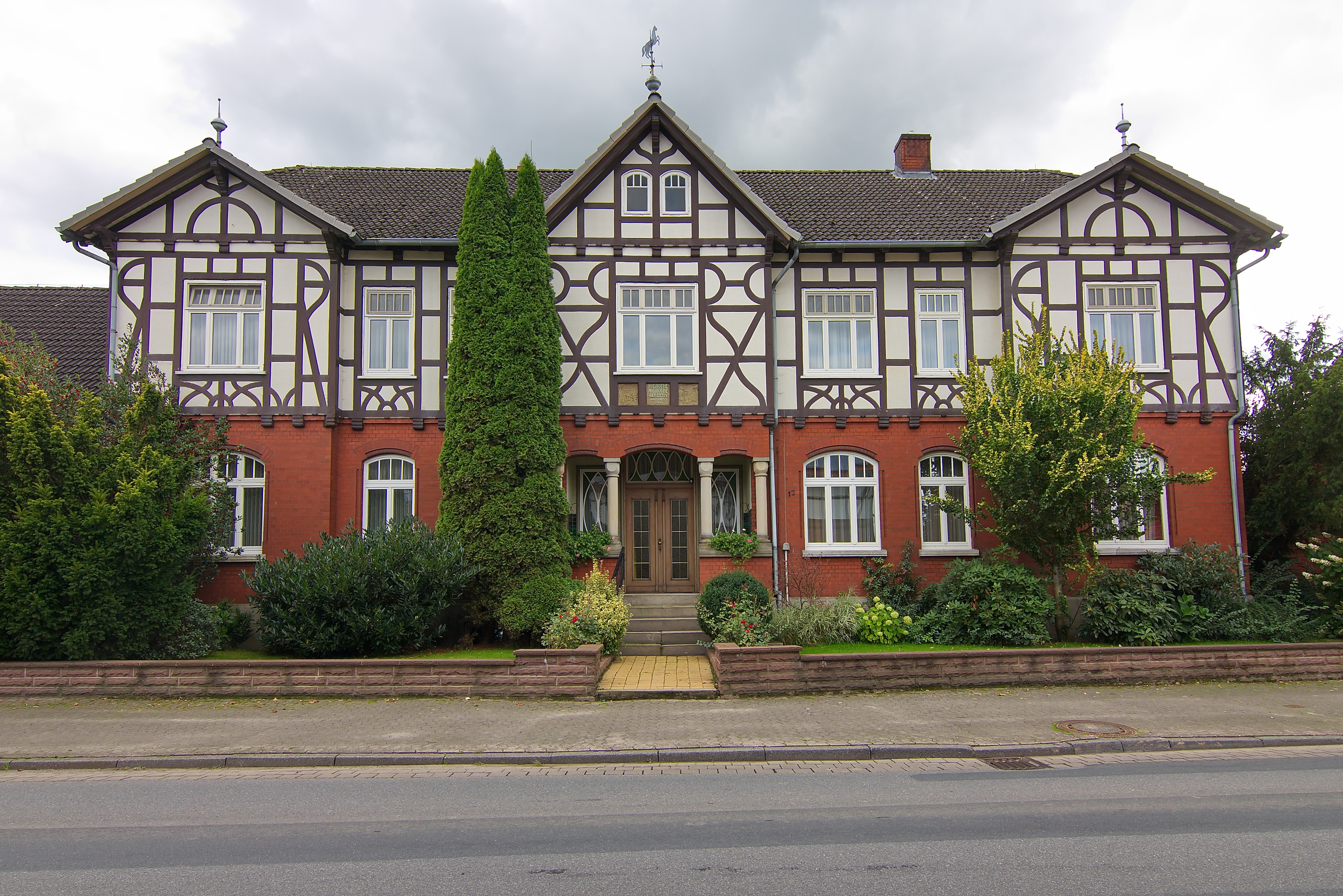
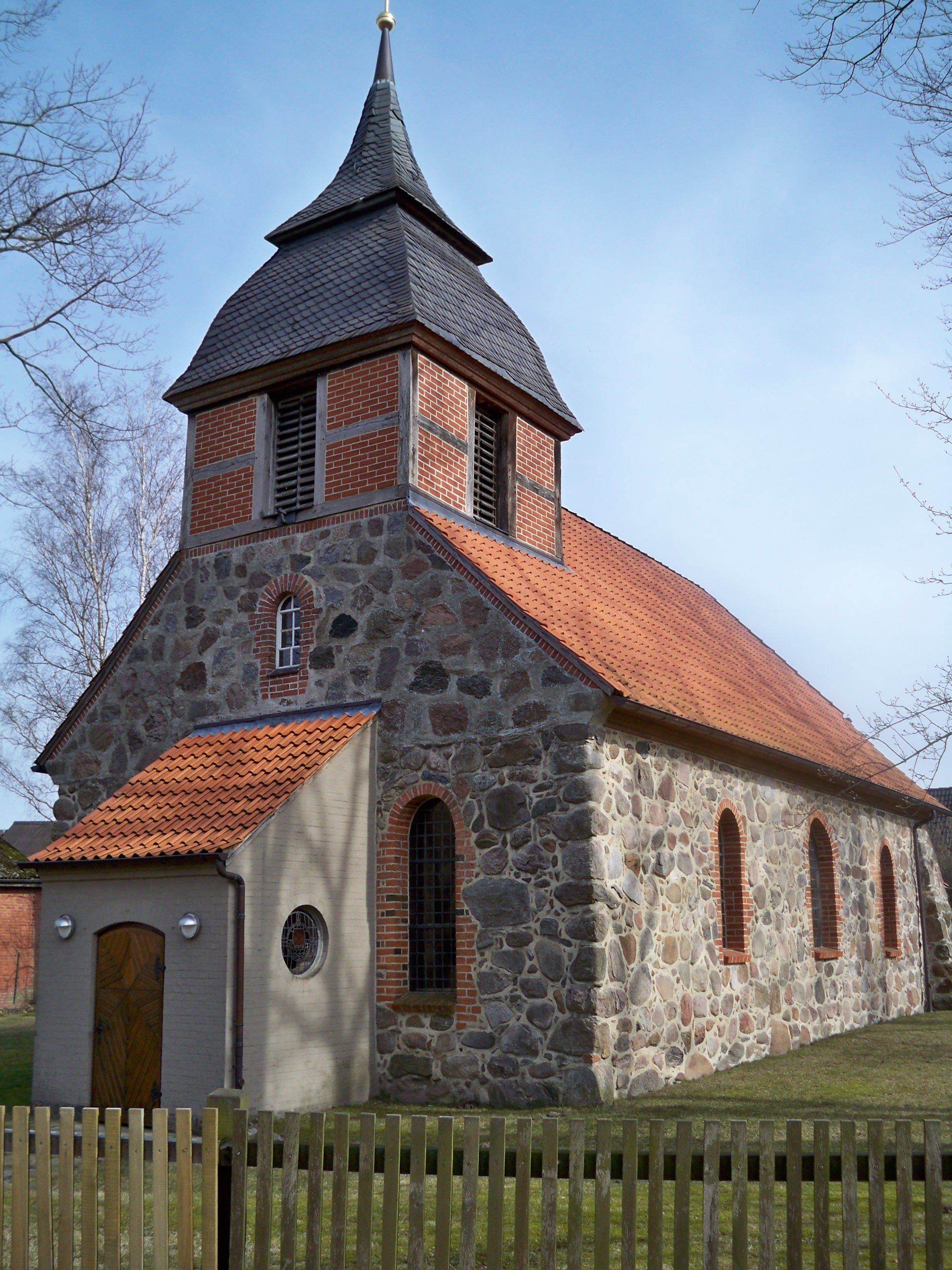
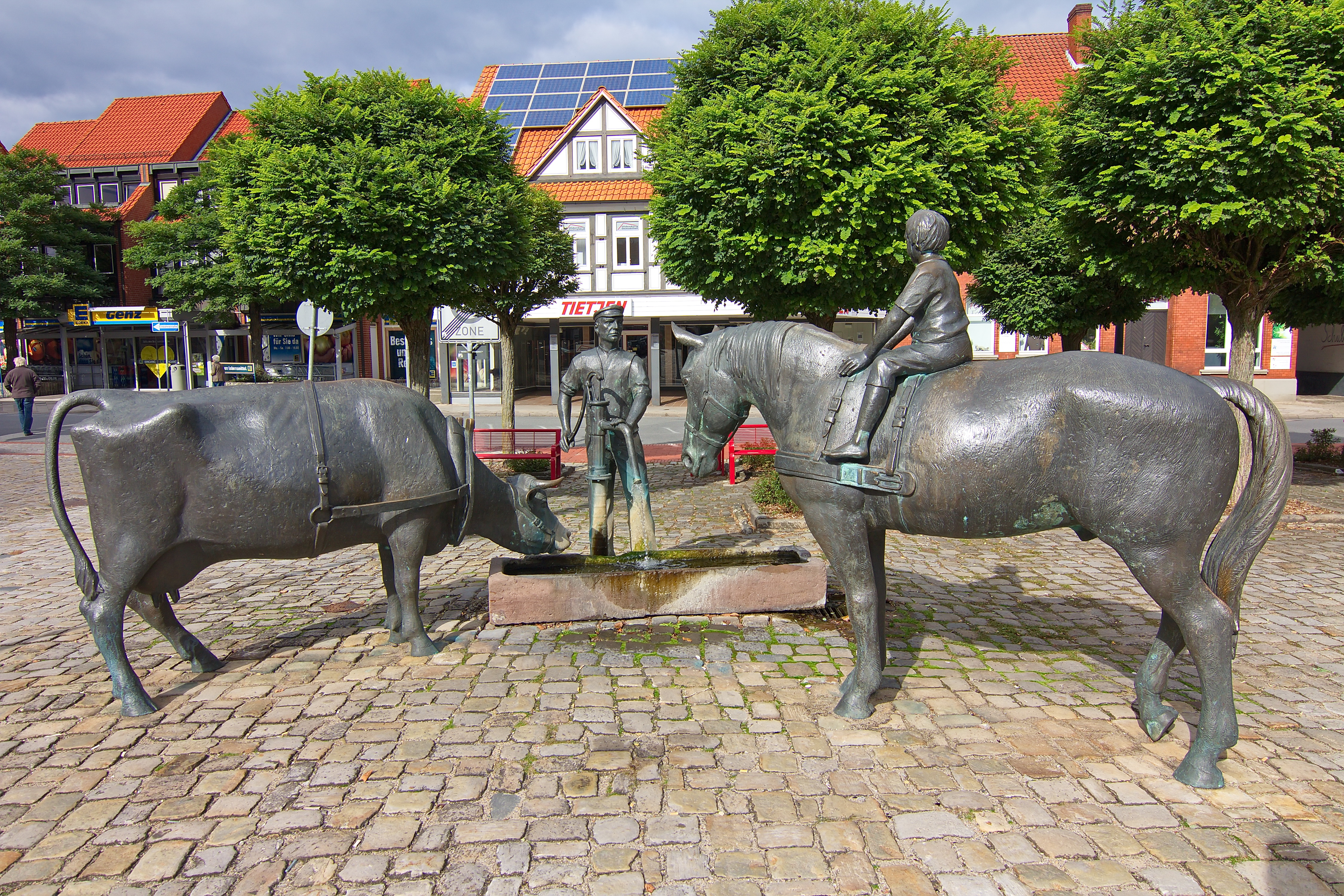
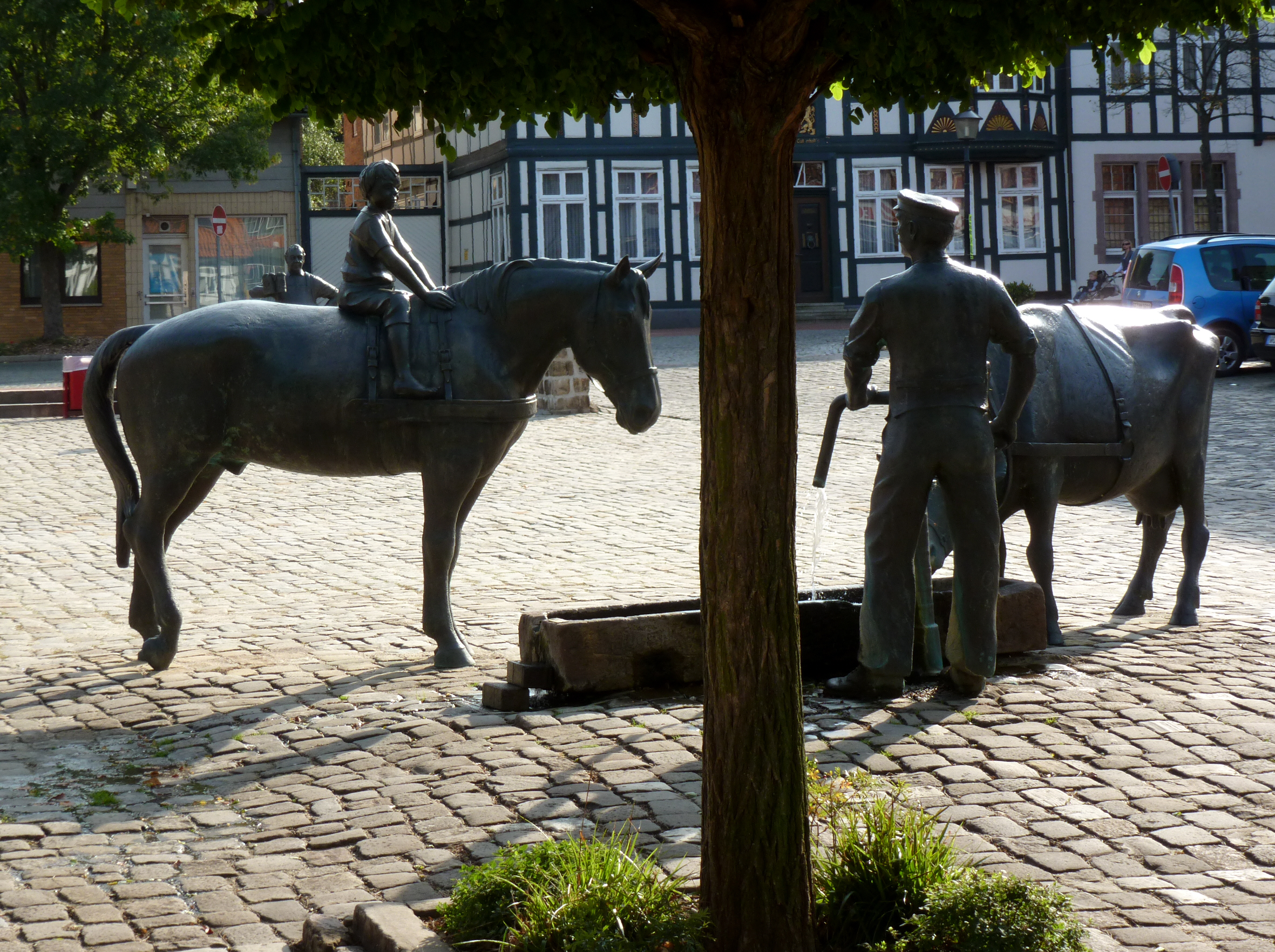
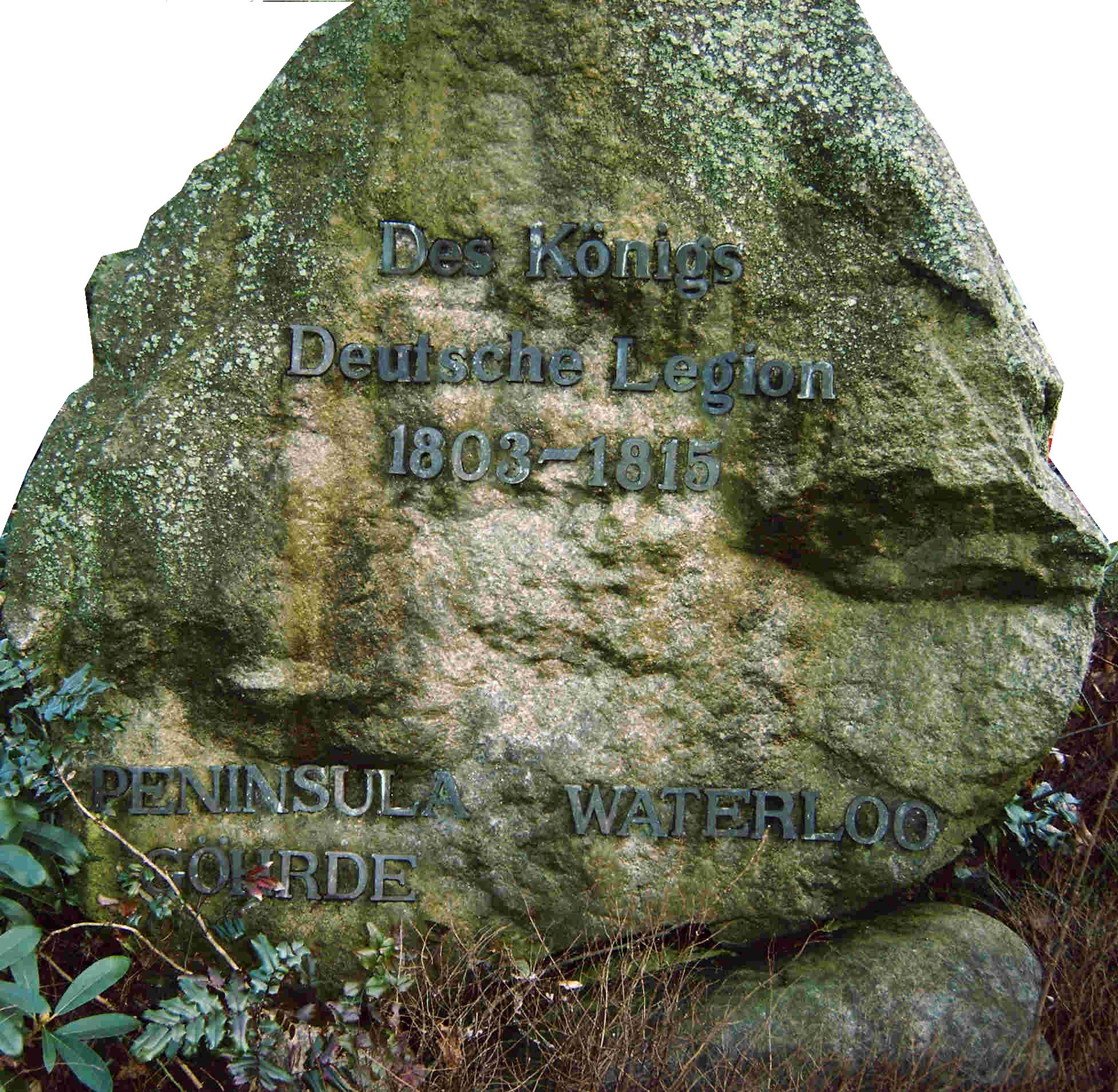
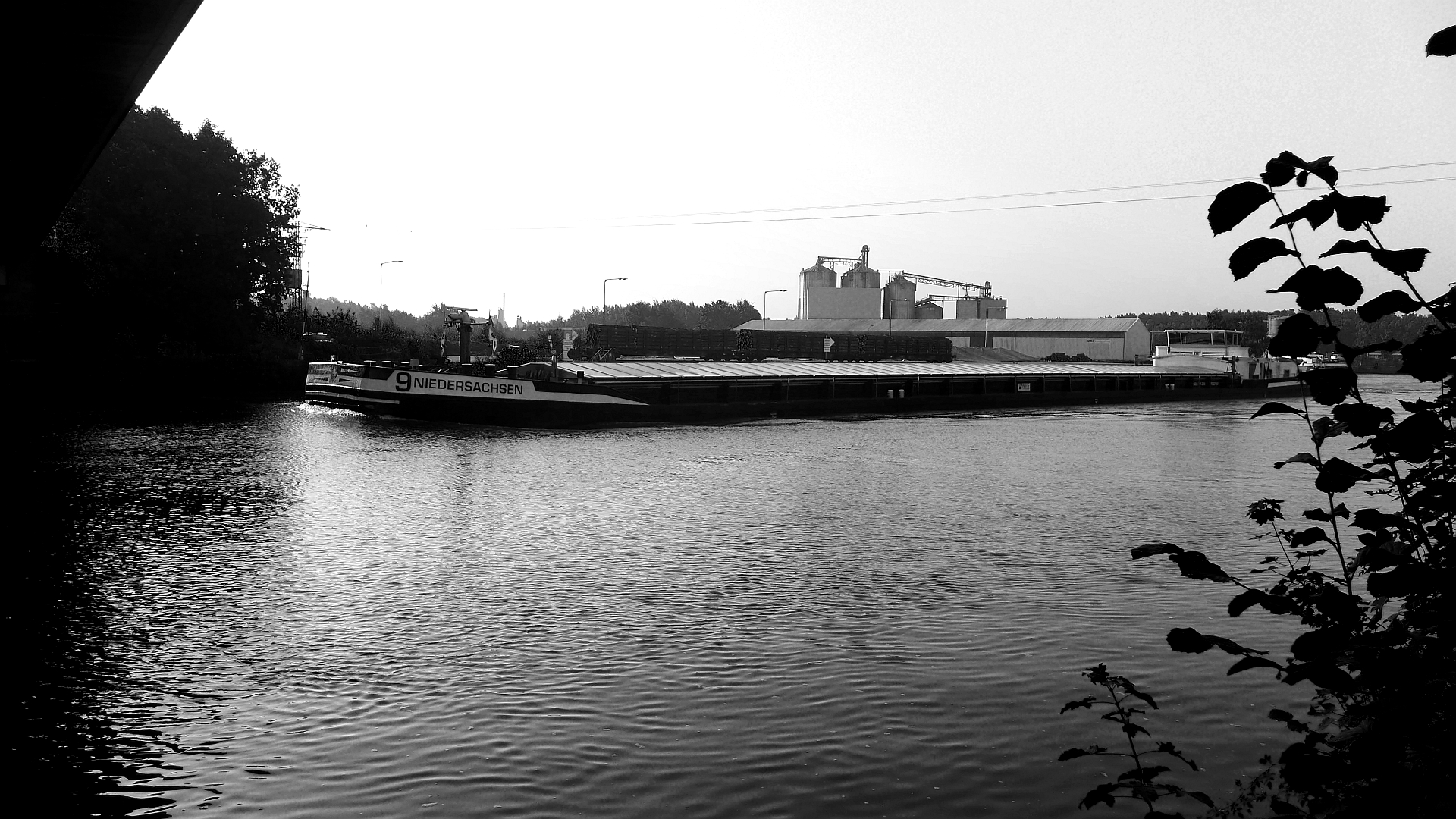
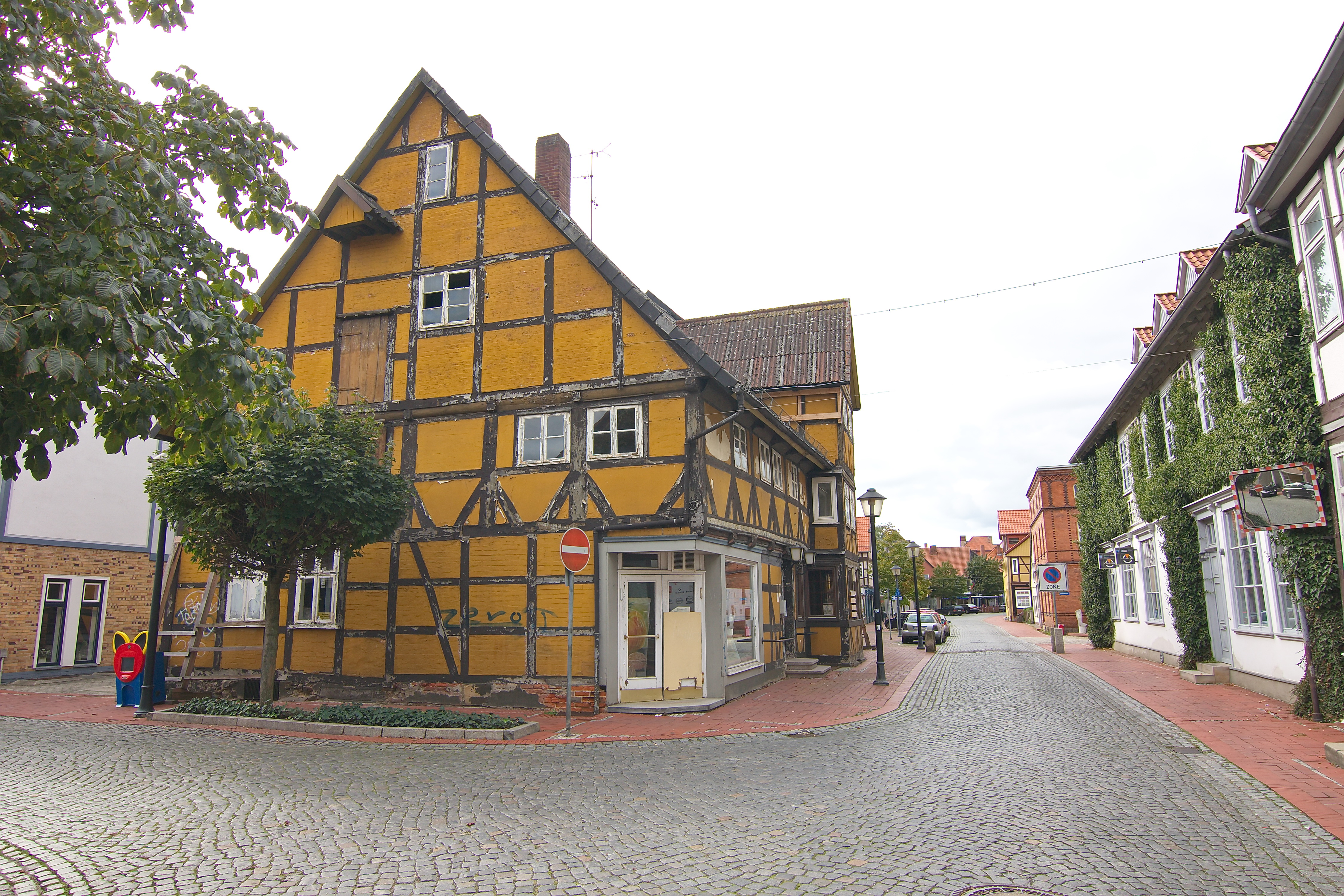
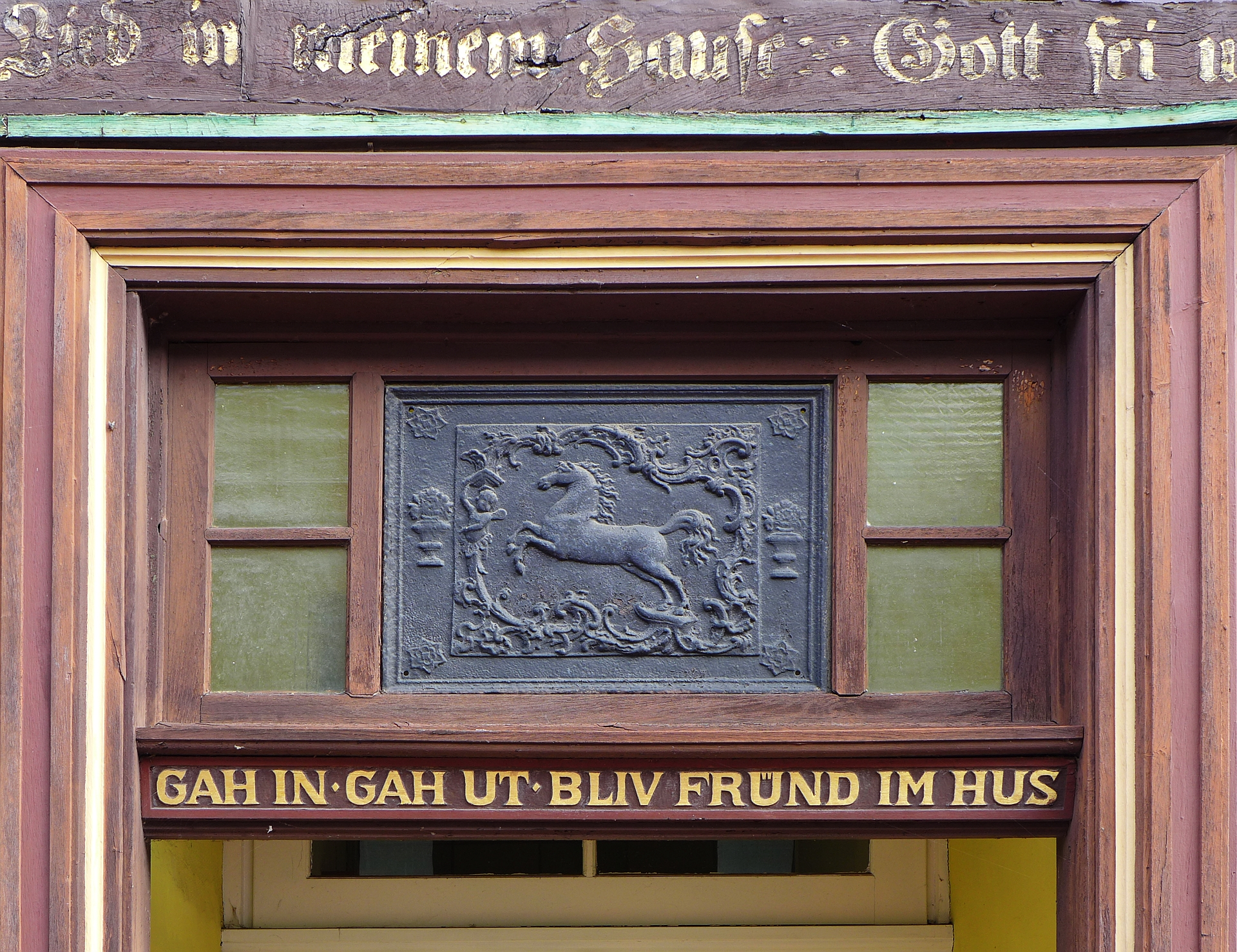

## Népesség
A település népességének változása:
| Lakosok száma | 11 410 | 11 589 | 11 529 | 11 503 | 11 405 | 11 489 | 11 388 |
|               | 2013   | 2016   | 2017   | 2019   | 2021   | 2022   | 2023   |